# Свети Дух (Потсдам)
Бившата църква „Свети Дух“ (на немски: Heilig-Geist-Kirche) е била архитектурен паметник на улица Бургщрасе (Burgstraße) в Потсдам, Германия.
Построена през 1726 – 1728 г. от Пиер де Гайет и Йохан Фридрих Граел в бароков стил, сградата с височина 86 метра е образувала заедно с църквата „Свети Николай“ и Гарнизонната църква прословутата потсдамска „трицърковна гледка“. Изгорял по време на Втората световна война, корабът на църквата е съборен през 1961 година, по времето на Германската демократична република, а църковната кула е взривена през 1974 година. На нейно място от 1997 година. се намира старческият дом „Резиденция Парк Свети Дух“, чиято жилищна кула напомня на бившата църковна кула.

## Строеж
Корабът на църквата „Свети Дух“ е построен през 1726 г. по планове на Пиер дьо Гайет върху терена на някогашната славянска крепост Поступими, на която се дължи името на улица „Бургщрасе“ (Крепостна улица). За целта е трябвало да се засипе все още съществувалият тогава крепостен ров.
Местоположението на църквата най-вероятно е избрано по желание на пруския крал Фридрих Вилхелм I. Сградата е била във формата на правоъгълен напречен кораб, който е бил просто измазан и разделен само с пиластърни колони. От към страната към р. Хафел е имало крепежни пръстени за акостиращи кораби. Интериорът е съдържал две обходни емпории и бил сравнително скромен. В източния край на църковния кораб се е намирал амвонът, а в западния край е била емпорията с построения през 1730 г. от Йоахим Вагнер орган.
Към църквата през 1726 – 1728 г. е била добавена 86 метра висока квадратна кула. Тя е била създадена по планове на Йохан Фридрих Граел. Долната половина на кулата е била тухлена, горната част – дървена конструкция, покрита с мед. От самото начало в кулата е била снабдена с часовник и две камбани, едната от които е отлята през 1541 г., а другата била във формата на купа. През 1729 г. в кулата са окачени три допълнителни камбани, а през 1737 г. е добавена четвърта. Кулата се била превърнала в една от най-ярките забележителности, определящи лика на Потсдам и заедно с кулите на църквата „Св. Николай“ и Гарнизонната църква е образувала т. нар. „потсдамска трицърковна гледка“. И трите църкви са стояли на една ос.

## История
Църквата „Свети Дух“ е създадена по заповед на крал Фридрих Вилхелм I като симултанна църква с реформиран и лутерански проповедник, които са провеждали служби по различно време. Осветена е сутринта на 10 ноември 1726 г. от реформирания придворен свещеник Кристиан Лудвиг Липтен, а следобеда се е провела лутеранска служба за освещение от свещеник Хайнрих Шуберт.
Таванското помещение на църквата впоследствие е използвано като гардероб (монтажна камера) на войсковия полк на гвардейския корпус, което често е предизвиквало негодувания в църквата. Покривът на църквата, който първоначално е бил покрит с мед и олово, също е трябвало да бъде заменен с поцинкована желязна ламарина, тъй като части от покрива са били задигнати от войници.
През май 1747 г. Йохан Себастиан Бах отсяда в Потсдам и на 8 май изнася много посещаван органен концерт в църквата „Свети Дух“. По време на окупацията при Наполеон I, Потсдам е трябвало да обгрижва част от френската конница (кавалерия), а църквата „Св. Дух“ е била използвана като конюшня, подобно на почти всички други църкви с изключение единствено на Гарнизонната църква, която е била мястото за вечен покой на кралете Фридрих Вилхелм I и Фридрих II, към които Наполеон е изпитвал дълбоко уважение. Останките от някогашната славянска крепост са открити в близост до църквата през 1911 г.
По време на Първата световна война външните орнаментни тръби на органа и 3 от звънливите камбани са конфискувани за военни нужди през 1917 г. и чак през април 1926 г. църквата получава 3 нови бронзови камбани. На следващия ден на кулата възниква пожар, който пожарната служба успява да погаси навреме. През лятото на 1926 г. започва цялостно обновяване на църквата „Св. Дух“, което продължава до 1930 година. По време на ремонта през 1927 г. камбаната, останала от построяването на църквата, е извадена от кулата и е окачена на камбанария на възвишението Браухаусберг. През 1942 г., по време на Втората световна война, тази и друга камбана от 1926 г. са реквизирани за военни цели, като в църквата са оставени само камбаните на часовника на кулата.
До последните дни на Втората световна война Потсдам остава пощаден от преки бомбардировки. При единственото въздушно нападение в Потсдам вечерта на 14 април 1945 г. от Кралските военновъздушни сили на Великобритания големи части от центъра на града биват бомбардирани и разрушени, при което корабът на църквата „Свети Дух“ е опожарен. На 26 април Червената армия подпалва кулата с артилерийски огън и дървеният шпил на кулата се срутва.
Първоначално енорийският църковен събор планира да построи параклис в кулата по модела на Гарнизонната църква, след това през 1955 г. се планира цялостна реконструкцията на църквата. Базирайки се на плана за реконструкция на квартала, публикуван в списанието „Deutsche Architektur“ и обявлението за конкурс в града през 1957 г., се е смятало, че църквата следва да бъде напълно възстановена. Това не се случва, а корабът на църквата е съборен през 1960 г. Изготвеният през 1969 г. след взривяването на Гарнизонната църква градоустройствен план е предвиждал опазването на кулата.
Под влияние на областното и градското ръководство на ГЕСП местните власти, без публично оповестяване, задействат разрушаването на кулата с цел на нейно място да се изгради жилищен комплекс. На 20 април 1974 г. същата фирма, която е взривила Гарнизонната църква през 1968 г., взривява и фундамента на кулата на църквата „Св. Дух“. Единственото, което остава запазено от църквата, е табелата с посвещение над входа на църквата, окачена от дарителя крал Фридрих Вилхелм I, която е спасена от служители на Музея на Потсдам. Паството на църквата впоследствие преминава към църквата „Св. Николай“ през 1981 г.
От 1997 г. на мястото на бившата църква „Свети Дух“ е разположен старческият дом „Резиденция Парк Свети Дух“ с две сгради. След архитектурен конкурс е реализиран проектът на италианския архитект Аугусто Романо Бурели (Венеция), който печели първото място. Пететажната основна сграда на старческия дом е приблизително със същата височина като срутения някогашен църковен кораб, а стоманената конструкция на прилежащата жилищна кула трябва за напомня на взривената църковна кула.

## Уеб връзки
- Jana Haase: Abriss ohne Aufschrei. In: Potsdamer Neueste Nachrichten. 26. April 2014

|  | Тази страница частично или изцяло представлява превод на страницата Heilig-Geist-Kirche (Potsdam) в Уикипедия на немски. Оригиналният текст, както и този превод, са защитени от Лиценза „Криейтив Комънс – Признание – Споделяне на споделеното“, а за съдържание, създадено преди юни 2009 година – от Лиценза за свободна документация на ГНУ. Прегледайте историята на редакциите на оригиналната страница, както и на преводната страница, за да видите списъка на съавторите. ВАЖНО: Този шаблон се отнася единствено до авторските права върху съдържанието на статията. Добавянето му не отменя изискването да се посочват конкретни източници на твърденията, които да бъдат благонадеждни. |